# 小行星2177
小行星2177（2177 Oliver）是一颗围绕太阳公转的小行星。1960年9月24日，C. J. 万·豪敦、I. 万·豪敦-格勒内费尔德、T. 赫雷爾斯在帕洛马山发现了此天体。
該小行星以美國工程師伯納德·M·奧利佛命名。
这颗小行星的绝对星等为273.26459等。